# Northwest Smith
Northwest Smith ist die Hauptfigur einer Reihe von Science-Fiction-Kurzgeschichten der amerikanischen Schriftstellerin Catherine L. Moore. Er trat erstmals in der Kurzgeschichte Shambleau auf, die 1933 in dem Pulp-Magazin Weird Tales erschien.

## Grundlagen der Handlung
Smith ist Raumfahrer, Schmuggler und Abenteurer in einer nicht näher definierten Zukunft, in der die Menschheit das gesamte Sonnensystem erschlossen hat. Dabei wird von der Annahme ausgegangen, dass alle Planeten grundsätzlich bewohnbar sind und auch tatsächlich mindestens zum Teil von menschenähnlichen Kulturen bewohnt werden. Die irdische Kultur dominiert jedoch das Sonnensystem. Sie nimmt dabei die Rolle einer Kolonialmacht ein, die zivilisatorisch unterlegene oder degenerierte Systeme faktisch beherrscht, vergleichbar den Kolonialmächten des 19. Jahrhunderts. Die irdische Kultur unterhält Außen- und Handelsposten auf den Planeten; außerhalb dieser Posten herrschen meist degenerierte Systeme und Verhältnisse am Rande der Anarchie. Regierungen im Sinne wirksamer Zentralgewalten werden nicht beschrieben und scheinen auch nicht zu existieren.

## Charakter
Smith ist ein fragwürdiger Held mit gelockerten Moralbegriffen. Er wird häufig als Schmuggler vorgestellt, oder die Beschreibung seiner „Geschäfte“ wird bewusst so vage gehalten, dass ein rechtlich zweifelhafter Hintergrund naheliegt. Obwohl er im Prinzip einen „guten Kern“ und Anflüge von Ritterlichkeit besitzt, erscheint er rücksichtslos, eigennützig und zynisch. Smith wird als dunkelhaariger Mann mit hellen Augen und von harter Sonnenstrahlung gebräunter Haut beschrieben. Er trägt einen Raumfahreranzug aus Leder und ist stets mit einer Strahlenpistole bewaffnet, die er auch gebraucht. Er besitzt ein eigenes, kleines Raumschiff, die Maid.
Smith befindet sich oft in Begleitung seines Kumpanen, des Venusianers Yarol, der innerhalb der Geschichte die Funktion des Sidekicks innehat.

## Hintergründe
Das von Moore in den „Northwest-Smith“-Kurzgeschichten beschriebene Universum ist in vielerlei Hinsicht typisch für die Pulp-Science-Fiction des frühen 20. Jahrhunderts. Alle Planeten sind, ungeachtet der realen und auch schon damals bekannten Gegebenheiten, bewohnbar, und besitzen auch in der Regel eigene, mehr oder weniger menschenähnliche Kulturen. Die irdische Kultur und Technik dominiert, sie hat sich auf den Planeten niedergelassen und steht außerhalb der dortigen gesellschaftlichen und politischen Situation. Die Parallelen zu den in dieser Zeit erschienen Wildwest-Pulpromanen sind unübersehbar. In den „Städten“ besteht eine relative Ordnung, wenn sie auch durch Gewalt und Korruption vielfach bedroht ist, außerhalb der Städte herrschen chaotische Verhältnisse, in denen nur der Held bestehen kann. Damit wird die damals noch vorherrschende Grundannahme der Überlegenheit „westlicher“ Kolonialmächte gegenüber „einheimischen“ Kulturen abgebildet.
Auch die handelnden Charaktere der Pulp-Science-Fiction waren, wie die Handlungen an sich, zumeist direkte Übertragungen aus der Western-Trivialliteratur, die sich durch stark vereinfachte Charakterzüge und ausgeprägte Schwarzweißmalerei auszeichnen. Zahlreiche Elemente des Wilden Westens wurden in angepasster Form übernommen. Die Westernstädte wurden zu Raumhäfen, die Prärie zum Weltall, das Pferd zum Raumschiff, der Revolver zur Strahlenpistole, die undurchsichtigen Indianer zu außerirdischen Kulturen. In der Tat war auch Northwest Smith von Moore zuerst als Western-Charakter erdacht worden. Moore behielt den Namen jedoch bei, da sie es amüsant fand, dass ein Charakter den Namen „Northwest“ in einer Umwelt trägt, in der Himmelsrichtungen keine Bedeutung mehr haben.
Von diesen schematisierten Charakteren hebt sich der amoralische, schillernde Smith ab, während der Held der Wildwest- und der darauf basierenden Science-Fiction-Romane klar positiv belegt ist. Damit trat erstmals in diesem Genre ein Held auf, dessen Charakter und Motive vielschichtig und uneindeutig sind.
So wie Northwest Smith ein im Genre neuartiger Held war, emanzipierte sich auch Jirel von Joiry, eine weitere Figur Moores, von den hergebrachten Rollenklischees. Beide Figuren können dadurch als wegweisend im Fiction/Fantasy-Genre angesehen werden.

## Bibliografie
Erstdrucke
- Shambleau (November 1933, Weird Tales)
  - Deutsch: Shambleau. Übersetzt von Chr. Nogly. In: Michel Parry (Hrsg.): Teuflische Küsse. Pabel (Vampir Taschenbuch #64), 1978. Auch als: Shambleau. Übersetzt von Irene Holicki. In: Wolfgang Jeschke (Hrsg.): Heyne Science Fiction Jahresband 1982. Heyne SF&F #3870, 1982, ISBN 3-453-30756-9. Auch in: Der Kuß des schwarzen Gottes. 1982. Auch als: Shambleau. In: HR Giger (Hrsg.): Vampirric. Festa (Festa Nosferatu #1404), 2003, ISBN 3-935822-58-8.
- Black Thirst (April 1934, Weird Tales)
  - Deutsch: Schwarzer Durst. In: Der Kuß des schwarzen Gottes. 1982.
- Scarlet Dream (Mai 1934, Weird Tales)
- Dust of the Gods (August 1934, Weird Tales)
- Julhi (March 1935, Weird Tales)
- Nymph of Darkness (April 1935, Fantasy Magazine, auch als Nyusa, Nymph of Darkness, mit Forrest J. Ackerman)
- The Cold Gray God (Oktober 1935, Weird Tales)
- Yvala (1936, mit Forrest J. Ackerman als Amaryllis Ackerman)
- Lost Paradise (Juli 1936, Weird Tales)
- The Tree of Life (Oktober 1936, Weird Tales)
- Werewoman (Winter 1938, Leaves #2)
- Song in a Minor Key (Februar 1940, Scienti-Snaps)

Sammlungen
- Northwest of Earth (1954)
- Shambleau (1958)
- Scarlet Dream (198, auch als Northwest Smith, 1982)
- Northwest of Earth: The Complete Northwest Smith (2008)
- Northwest of Earth (2011)